# Jewgienij Wiesnik
Jewgienij Jakowlewicz Wiesnik (ros. Евге́ний Я́ковлевич Весни́к; ur. 1923, zm. 2009 w Moskwie) – radziecki aktor filmowy, teatralny i głosowy. 
Pochowany na Cmentarzu Trojekurowskim w Moskwie.

## Filmografia

### Role aktorskie
- 1955: Otello jako Rodrigo
- 1956: Sprawa nr 306 jako Grunin
- 1980: Przygody Elektronika jako Taratar
- 1992: Na Deribasowskiej ładna pogoda, ale pada na Brighton Beach jako Monia

### Role głosowe
- 1959: Przygody Buratina jako ojciec Carlo
- 1962: Kwitnący sad jako Jermek
- 1967: Hej-hop! Hej-hop! jako Jeżyk
- 1968: Kot w butach jako Król
- 1969: Dziadek Mróz i lato jako Dziadek Mróz
- 1969: Kapryśna królewna jako Żebrak
- 1972: Pasikonik
- 1988: Łatwowierny smok